# Лауреаты Премии Правительства Российской Федерации в области науки и техники (2002)
Лауреаты Премии Правительства Российской Федерации в области науки и техники 2002 года — перечень награждённых правительственной наградой Российской Федерации, присужденной за достижения в науке и технике в 2002 году.
По Постановлению от 10 марта 2000 года № 211 максимальный размер премий Правительства Российской Федерации в области науки и техники ограничивался в сумме 4500-кратного определённого законом минимального размера оплаты труда. Размер премии, выплачиваемой каждому лауреату, ограничивался 300-кратным определённым законом минимальным размером оплаты труда.
Лауреаты определены Постановлением Правительства от 18 февраля 2003 года № 112 по предложению Совета по присуждению премий Правительства Российской Федерации в области науки и техники.

## Легенда
Приводятся данные по премированной работе; фамилии лауреатов, их должность и место работы; номер абзаца в Постановлении

## Лауреаты
| номер | Лауреаты | Премированная работа |
| ----- | --- | --- |
| 1.    | Черноплекову Николаю Алексеевичу, члену-корреспонденту Российской академии наук, главному научному сотруднику государственного научного центра Российской Федерации — федерального государственного учреждения "Российский научный центр «Курчатовский институт», руководителю работы; Акимову Игорю Ивановичу, старшему научному сотруднику государственного научного центра Российской Федерации — федерального государственного унитарного предприятия «Всероссийский научно-исследовательский институт неорганических материалов имени академика А. А. Бочвара», Шикову Александру Константиновичу, доктору технических наук, заместителю генерального директора того же центра; Александрову Виктору Владимировичу, кандидату технических наук, начальнику сектора государственного научного центра Российской Федерации — государственного унитарного предприятия «Всероссийский электротехнический институт имени В. И. Ленина», Фишеру Леониду Михайловичу, доктору физико-математических наук, заместителю директора того же центра; Вержбицкому Леониду Григорьевичу, директору отделения федерального государственного унитарного предприятия «Научно-исследовательский институт электромеханики»; Илюшину Константину Васильевичу, кандидату технических наук, доценту государственного образовательного учреждения высшего профессионального образования «Московский государственный авиационный институт (технический университет)», Карпышеву Александру Владимировичу, кандидату технических наук, директору Научно-исследовательского центра новых технологий Московского государственного авиационного института (технического университета), Ковалеву Константину Львовичу, кандидату физико-математических наук, старшему научному сотруднику, Ковалеву Льву Кузьмичу, доктору технических наук, профессору, Макарову Игорю Сергеевичу, кандидату технических наук, заместителю проректора, — работникам того же учреждения; Костюку Валерию Викторовичу, академику, директору государственного предприятия «Научно-исследовательский институт низких температур при Московском государственном авиационном институте (техническом университете)»; Чубраевой Лидии Игоревне, члену-корреспонденту Российской академии наук, заместителю директора государственного учреждения «Отдел электроэнергетических проблем» Российской академии наук; Шемякову Владимиру Семеновичу, генеральному директору государственного предприятия "Российское объединение «Роснаучвузкомплект»; Глебову Игорю Алексеевичу, академику (посмертно) | за создание новых типов электрических машин на основе высокотемпературных сверхпроводников |
| 2.    | Козлову Вадиму Борисовичу, кандидату технических наук, генеральному директору государственного научного центра Российской Федерации — государственного унитарного предприятия «Всероссийский электротехнический институт имени В. И. Ленина», руководителю работы, Белкину Герману Сергеевичу, доктору технических наук, начальнику отдела, Лукацкой Иде Абрамовне, Перцеву Алексею Александровичу, кандидатам технических наук, ведущим научным сотрудникам, Ромочкину Юрию Геннадьевичу, кандидату технических наук, начальнику сектора, — работникам того же центра; Дорошеву Киму Гилевичу, референту по техническим вопросам акционерного общества "Московский завод «Электрощит»; Кулакову Геннадию Андреевичу, генеральному директору акционерного общества «Энергетика и экология»; Лавриновичу Валерию Александровичу, кандидату технических наук, заместителю директора службы по перспективным изделиям акционерного общества «Электрокомплекс», Стрелкову Виктору Николаевичу, главному конструктору, Теплых Геннадию Викторовичу, генеральному директору, — работникам того же акционерного общества; Месяцу Геннадию Андреевичу, академику, директору государственного учреждения «Институт электрофизики» Уральского отделения Российской академии наук; Петрову Леонарду Андреевичу, заместителю главного инженера федерального государственного унитарного предприятия "Научно-производственное предприятие «Контакт», Семенову Анатолию Степановичу, кандидату технических наук, генеральному директору того же предприятия; Слоеву Валентину Викторовичу, начальнику отдела Российского акционерного общества энергетики и электрификации «ЕЭС России»; Воздвиженскому Валерию Александровичу (посмертно) | за комплекс работ по исследованию, созданию и освоению серийного производства вакуумных выключателей высокого напряжения |
| 3.    | Никифорову Геннадию Васильевичу, доктору технических наук, главному энергетику акционерного общества «Магнитогорский металлургический комбинат», руководителю работы, Мележникову Анатолию Петровичу, главному инженеру управления, Морозову Андрею Андреевичу, доктору экономических наук, первому заместителю генерального директора, Рашникову Виктору Филипповичу, доктору технических наук, генеральному директору, Сарычеву Валентину Федоровичу, кандидату технических наук, советнику генерального директора, Сеничеву Геннадию Сергеевичу, Тахаутдинову Рафкату Спартаковичу, кандидату технических наук, заместителям генерального директора, — работникам того же акционерного общества; Зайченко Виктору Михайловичу, доктору технических наук, заведующему лабораторией государственного учреждения «Институт высоких температур» Российской академии наук; Никифорову Борису Александровичу, доктору технических наук, ректору образовательного учреждения «Магнитогорский государственный технический университет имени Г. И. Носова», Олейникову Всеволоду Константиновичу, кандидату технических наук, профессору того же учреждения; Рябкову Виталию Макаровичу, доктору технических наук, заместителю генерального директора государственного научного центра Российской Федерации — государственного предприятия «Научно-производственное объединение по технологии машиностроения»; Тверскому Юрию Александровичу, генеральному директору акционерного общества «Магнитогорский институт по проектированию металлургических заводов» | за разработку и внедрение комплекса научных и технических мероприятий по повышению эффективности использования топливно-энергетических ресурсов на Магнитогорском металлургическом комбинате на базе энергосберегающих технологий и головных образцов отечественного оборудования                         |
| 4.    | Балыхину Григорию Артемовичу, кандидату технических наук, первому заместителю Министра образования Российской Федерации, Сергееву Сергею Константиновичу, доктору технических наук, начальнику управления Министерства образования Российской Федерации; Бобрякову Александру Владимировичу, кандидату технических наук, заведующему лабораторией государственного образовательного учреждения высшего профессионального образования «Московский энергетический институт (технический университет)», Вакулко Анатолию Георгиевичу, кандидату технических наук, заведующему отделом, Клименко Александру Викторовичу, члену-корреспонденту Российской академии наук, проректору, Манчхе Сергею Петровичу, кандидату технических наук, заместителю заведующего отделом, — работникам того же учреждения; Варнавскому Борису Петровичу, директору департамента общества с ограниченной ответственностью «ЕвроСибЭнерго»; Зенютичу Евгению Аркадьевичу, кандидату технических наук, проректору государственного образовательного учреждения высшего профессионального образования «Нижегородский государственный технический университет», Лоскутову Алексею Борисовичу, доктору технических наук, заведующему кафедрой, Тишкову Константину Никитичу, кандидату химических наук, ректору, — работникам того же учреждения; Кутузову Владимиру Михайловичу, доктору технических наук, проректору государственного образовательного учреждения высшего профессионального образования «Санкт-Петербургский государственный электротехнический университет имени В. И. Ульянова (Ленина)»; Реутову Борису Федоровичу, кандидату технических наук, начальнику отдела Министерства промышленности, науки и технологий Российской Федерации; Степанову Владимиру Михайловичу, доктору технических наук, заведующему кафедрой государственного образовательного учреждения высшего образования «Тульский государственный университет»; Сульман Эсфири Михайловне, доктору химических наук, проректору государственного образовательного учреждения высшего профессионального образования «Тверской государственный технический университет» | за разработку и реализацию программы энергосбережения в системе Министерства образования Российской Федерации |
| 5.    | Белоцерковскому Владимиру Ивановичу, кандидату технических наук, заместителю начальника управления Государственного комитета Российской Федерации по стандартизации и метрологии, Крутикову Владимиру Николаевичу, кандидату физико-математических наук, заместителю председателя того же Комитета; Гонтарю Вадиму Васильевичу, кандидату технических наук, председателю военно-научного комитета войсковой части 31600 Министерства обороны Российской Федерации; Золотаревскому Юрию Михайловичу, доктору технических наук, заместителю директора федерального государственного унитарного предприятия «Всероссийский научно-исследовательский институт оптико-физических измерений», Иванову Вячеславу Семеновичу, доктору технических наук, директору, Кузнецову Валерию Павловичу, начальнику отдела — главному метрологу, Подосенову Станиславу Александровичу, кандидату физико-математических наук, ведущему научному сотруднику, Сахарову Константину Юрьевичу, кандидату технических наук, начальнику лаборатории, Соколову Александру Александровичу, доктору технических наук, главному научному сотруднику, Туркину Владимиру Анатольевичу, старшему научному сотруднику, — работникам того же предприятия; Лебедеву Евгению Федоровичу, доктору технических наук, заместителю директора государственного учреждения «Институт теплофизики экстремальных состояний» Объединённого института высоких температур Российской академии наук, Фортову Владимиру Евгеньевичу, академику, директору того же учреждения; Новикову Николаю Юрьевичу, кандидату технических наук, начальнику отдела государственного учреждения «32 Государственный научно-исследовательский испытательный институт» Министерства обороны Российской Федерации, Храменкову Виктору Николаевичу, доктору технических наук, начальнику того же учреждения; Щербаку Анатолию Федоровичу, кандидату физико-математических наук, руководителю департамента Министерства промышленности, науки и технологий Российской Федерации | за разработку и внедрение технических средств, эталонов и системы обеспечения единства измерений параметров сверхкоротких импульсов электромагнитного излучения |
| 6.    | Припачкину Юрию Игоревичу, кандидату технических наук, генеральному директору акционерного общества «Московская телекоммуникационная корпорация», руководителю работы, Буланову Владимиру Алексеевичу, кандидату технических наук, заместителю генерального директора, Булановой Татьяне Алексеевне, кандидату технических наук, первому заместителю генерального директора, Скобелеву Юрию Васильевичу, начальнику управления, — работникам того же акционерного общества; Авдееву Владимиру Ивановичу, заместителю руководителя департамента Министерства Российской Федерации по связи и информатизации; Бербикову Юрию Александровичу, заместителю генерального директора федерального государственного унитарного предприятия «Российская телевизионная и радиовещательная сеть», Елехину Александру Васильевичу, кандидату технических наук, первому заместителю генерального директора того же предприятия; Бруму Александру Наумовичу, кандидату технических наук, президенту акционерного общества "Корпорация «Телевик»; Березикову Сергею Александровичу, кандидату технических наук, заместителю генерального директора — главному технологу акционерного общества «Комкор-ТВ», Силину Михаилу Владимировичу, кандидату технических наук, генеральному директору того же акционерного общества; Барабашу Павлу Александровичу, генеральному директору государственного учреждения "Телекомпания «Санкт-Петербургское кабельное телевидение»; Воробьеву Станиславу Павловичу, доктору технических наук, главному научному сотруднику государственного унитарного предприятия "Научно-исследовательский институт «Рубин», Лычагину Николаю Ивановичу, доктору технических наук, заместителю директора, Махровскому Олегу Валентиновичу, кандидату технических наук, начальнику комплексного научно-исследовательского центра, Шибанову Виталию Сергеевичу, доктору технических наук, директору, — работникам того же предприятия | за создание и внедрение многофункциональной территориальной системы массового информационного обслуживания на базе сетей кабельного телевидения |
| 7.    | Никольскому Олегу Константиновичу, доктору технических наук, заведующему кафедрой государственного образовательного учреждения высшего профессионального образования «Алтайский государственный технический университет имени И. И. Ползунова», руководителю работы, Евстигнееву Владимиру Васильевичу, доктору физико-математических наук, ректору, Максименко Андрею Алексеевичу, доктору технических наук, заведующему кафедрой, Сошникову Александру Андреевичу, доктору технических наук, профессору, — работникам того же учреждения; Аксененко Виктору Михайловичу, ведущему инженеру акционерного общества "Ставропольский радиозавод «Сигнал», Логвинову Александру Ивановичу, генеральному директору того же акционерного общества; Гузеву Николаю Арсентьевичу, главному инженеру акционерного общества «Геофизика»; Карякину Рудольфу Николаевичу, доктору технических наук, бывшему главному научному сотруднику акционерного общества «НИИпроектэлектромонтаж»; Кропову Анатолию Григорьевичу, главе администрации г. Славгорода (Алтайский край); Пехотикову Виктору Александровичу, кандидату технических наук, начальнику отдела федерального государственного учреждения «Всероссийский научно-исследовательский институт противопожарной обороны»; Полонскому Анатолию Владимировичу, кандидату технических наук, начальнику государственного учреждения «Управление государственного энергетического надзора по Алтайскому краю и Республике Алтай»; Семичевскому Петру Ивановичу, кандидату технических наук, консультанту аппарата Совета Безопасности Российской Федерации; Усатову Владимиру Семеновичу, генеральному директору акционерного общества «Дивногорский завод низковольтной аппаратуры»; Худякову Сергею Петровичу, начальнику управления Государственной противопожарной службы Алтайского края; Цугленку Николаю Васильевичу, доктору технических наук, ректору государственного образовательного учреждения «Красноярский государственный аграрный университет» | за создание комплексной системы безопасности для предотвращения электротравматизма и пожаров от электроустановок |
| 8.    | Трубецкому Клименту Николаевичу, академику, директору государственного учреждения «Институт проблем комплексного освоения недр» Российской академии наук, руководителю работы, Айнбиндеру Игорю Израилевичу, доктору технических наук, Звекову Владимиру Афанасьевичу, кандидату технических наук, ведущим научным сотрудникам, Каплунову Давиду Родионовичу, члену-корреспонденту Российской академии наук, заведующему лабораторией, — работникам того же учреждения; Абдрахманову Ильясу Ахметовичу, генеральному директору акционерного общества «Учалинский горно-обогатительный комбинат», Григорьеву Владимиру Вениаминовичу, директору рудника того же акционерного общества; Волкову Юрию Владимировичу, доктору технических наук, заведующему лабораторией государственного учреждения «Институт горного дела» Уральского отделения Российской академии наук; Дьяковскому Владимиру Борисовичу, кандидату технических наук, заведующему лабораторией акционерного общества «Уральский научно-исследовательский и проектный институт медной промышленности», Чижову Евгению Александровичу, кандидату технических наук, генеральному директору того же акционерного общества; Калмыкову Вячеславу Николаевичу, доктору технических наук, заведующему кафедрой образовательного учреждения «Магнитогорский государственный технический университет имени Г. И. Носова», Рыльниковой Марине Владимировне, доктору технических наук, профессору того же учреждения; Лаптеву Владимиру Михайловичу, главному инженеру акционерного общества «Гайский горно-обогатительный комбинат», Сенько Михаилу Дмитриевичу, начальнику рудника того же акционерного общества; Охотникову Анатолию Владимировичу, начальнику рудника акционерного общества «Башкирский медно-серный комбинат», Сизикову Александру Васильевичу, генеральному директору того же акционерного общества | за разработку и широкое промышленное внедрение комбинированных технологий комплексного освоения медно-колчеданных месторождений Урала |
| 9.    | Каминскому Валерию Дмитриевичу, кандидату геолого-минералогических наук, директору государственного предприятия «Всероссийский научно-исследовательский институт геологии и минеральных ресурсов Мирового океана», Нарышкину Герману Дмитриевичу, доктору географических наук, ведущему научному сотруднику, Погребицкому Юлиану Евгеньевичу, члену-корреспонденту Российской академии наук, Поселову Виктору Антоновичу, доктору геолого-минералогических наук, заведующим отделами, — работникам того же предприятия; Глумову Ивану Федоровичу, доктору технических наук, заместителю Министра природных ресурсов Российской Федерации, Мурзину Ринату Рауповичу, кандидату геолого-минералогических наук, начальнику управления Министерства природных ресурсов Российской Федерации; Крюкову Владимиру Дмитриевичу, кандидату геолого-минералогических наук, директору федерального государственного унитарного научно-производственного предприятия «Полярная морская геолого-разведочная экспедиция»; Опарину Александру Борисовичу, кандидату технических наук, начальнику научно-исследовательского центра федерального государственного унитарного предприятия «Государственный научно-исследовательский навигационно-гидрографический институт» Министерства обороны Российской Федерации; Солодову Вячеславу Анатольевичу, контр-адмиралу в отставке, бывшему заместителю начальника Главного управления навигации и океанографии Министерства обороны Российской Федерации, Фридману Борису Семеновичу, заместителю начальника того же Главного управления; Фомченко Валерию Дмитриевичу, начальнику 280 Центрального картографического производства Военно-Морского Флота; Фролову Ивану Евгеньевичу, доктору географических наук, директору государственного научного центра Российской Федерации — государственного учреждения «Арктический и антарктический научно-исследовательский институт»; Грамбергу Игорю Сергеевичу, академику, Макорте Александру Павловичу, контр-адмиралу, Сорокину Михаилу Юрьевичу (посмертно) | за создание карт рельефа дна Северного Ледовитого океана для решения многоотраслевых задач и реализации национальных интересов России в Арктике |
| 10.   | Конторовичу Алексею Эмильевичу, академику, директору научно-исследовательского учреждения «Институт геологии нефти и газа» Сибирского отделения Российской академии наук, Коржубаеву Андрею Геннадьевичу, кандидату экономических наук, Лившицу Валерию Рафаиловичу, кандидату геолого-минералогических наук, старшим научным сотрудникам, — работникам того же учреждения; Ананенкову Александру Георгиевичу, доктору экономических наук, заместителю председателя правления акционерного общества «Газпром», Кабанову Николаю Ивановичу, начальнику управления, Никитину Борису Александровичу, доктору технических наук, начальнику департамента, — работникам того же акционерного общества; Басниеву Каплану Сафербиевичу, доктору технических наук, заведующему кафедрой образовательного учреждения высшего профессионального образования «Российский государственный университет нефти и газа имени И. М. Губкина»; Дегтяреву Борису Васильевичу, доктору технических наук, заведующему лабораторией общества с ограниченной ответственностью «Надымгазпром», Ермилову Олегу Михайловичу, члену-корреспонденту Российской академии наук, заместителю генерального директора, Кононову Виктору Ивановичу, кандидату технических наук, генеральному директору, Тер-Саакяну Юрию Георгиевичу, доктору геолого-минералогических наук, заместителю директора научно-технического центра, — работникам того же общества; Дмитриевскому Анатолию Николаевичу, академику, директору государственного учреждения «Институт проблем нефти и газа» Российской академии наук и Министерства образования Российской Федерации; Кулешову Валерию Владимировичу, академику, директору государственного научно-исследовательского учреждения «Институт экономики и организации промышленного производства» Сибирского отделения Российской академии наук; Тер-Саркисову Рудольфу Михайловичу, доктору технических наук, директору отделения общества с ограниченной ответственностью «Научно-исследовательский институт природных газов и газовых технологий — ВНИИГАЗ»; Чугунову Леониду Семеновичу, кандидату технических наук, генеральному директору акционерного общества «Ямалгазинвест» | за разработку стратегии развития газовой промышленности России, создание и внедрение новых технологий добычи газа и конденсата в экстремальных природно-климатических и горно-геологических условиях |
| 11.   | Браго Евгению Николаевичу, доктору технических наук, профессору образовательного учреждения высшего профессионального образования «Российский государственный университет нефти и газа имени И. М. Губкина», руководителю работы, Ермолкину Олегу Викторовичу, доктору технических наук, профессору того же учреждения; Григорьеву Борису Афанасьевичу, доктору технических наук, профессору государственного образовательного учреждения высшего профессионального образования «Московский энергетический институт (технический университет)»; Кулькову Анатолию Николаевичу, кандидату технических наук, начальнику отдела общества с ограниченной ответственностью «Уренгойгазпром», Кучерову Геннадию Георгиевичу, кандидату технических наук, главному геологу — заместителю генерального директора, Ланчакову Григорию Александровичу, главному инженеру — первому заместителю генерального директора, Сулейманову Риму Султановичу, кандидату технических наук, генеральному директору, — работникам того же общества; Неелову Юрию Васильевичу, кандидату технических наук, губернатору Ямало-Ненецкого автономного округа; Подюку Василию Григорьевичу, кандидату технических наук, начальнику департамента акционерного общества «Газпром»; Коловертнову Юрию Денисовичу, доктору технических наук (посмертно) | за создание научных основ и промышленное внедрение информационных технологий нового поколения для управления разработкой газонефтеконденсатных месторождений |
| 12.   | Беззубову Александру Васильевичу, начальнику управления акционерного общества "Нефтяная компания «ЛУКОЙЛ»; Виденееву Виктору Ивановичу, первому заместителю генерального директора акционерного общества «Саратовнефтегаз»; Гуляеву Михаилу Ивановичу, заместителю генерального директора — директору по производству общества с ограниченной ответственностью «ЛУКОЙЛ — ПЕРМНЕФТЬ»; Долгову Анатолию Владимировичу, главному механику акционерного общества «Оренбургнефть»; Качурину Николаю Михайловичу, доктору технических наук, декану государственного образовательного учреждения высшего образования «Тульский государственный университет», Соколову Эдуарду Михайловичу, доктору технических наук, ректору того же учреждения; Клюеву Владимиру Владимировичу, члену-корреспонденту Российской академии наук, президенту ассоциации производителей диагностической техники «Спектр-групп»; Лапшину Борису Михайловичу, кандидату технических наук, заведующему лабораторией государственного научно-исследовательского учреждения «Научно-исследовательский институт интроскопии при Томском политехническом университете», Москалеву Юрию Александровичу, кандидату технических наук, заведующему отделом того же учреждения; Мужицкому Владимиру Федоровичу, доктору технических наук, заместителю директора акционерного общества «Научно-исследовательский институт интроскопии» МНПО «Спектр»; Надымову Николаю Павловичу, генеральному директору акционерного общества «ИНОКАР», Рогову Александру Борисовичу, кандидату технических наук, первому заместителю генерального директора того же акционерного общества; Нугайбекову Ардинату Галиевичу, кандидату технических наук, начальнику управления акционерного общества «Татнефть» имени В. Д. Шашина; Соснину Феликсу Рубеновичу, доктору технических наук, директору учебного центра акционерного общества "Московское научно-производственное объединение «Спектр»; Шлеенкову Александру Сергеевичу, доктору технических наук, ведущему научному сотруднику государственного учреждения «Институт физики металлов» Уральского отделения Российской академии наук | за разработку и внедрение новых нестандартных технологических комплексов для повышения безопасности и конкурентоспособности нефтепромыслового оборудования |
| 13.   | Абраменкову Василию Никитьевичу, главному инженеру акционерного общества «Альметьевский трубный завод», Сизову Николаю Ивановичу, заместителю генерального директора, Старикову Виталию Тимофеевичу, начальнику цеха, Токареву Александру Михайловичу, генеральному директору, Шипилову Александру Ивановичу, начальнику отдела, — работникам того же акционерного общества; Баранову Владимиру Никитичу, кандидату технических наук, начальнику конструкторского бюро акционерного общества «Электростальский завод тяжелого машиностроения», Захаровскому Льву Борисовичу, главному конструктору, Околышеву Анатолию Константиновичу, начальнику цеха, Тыртову Анатолию Сергеевичу, кандидату технических наук, главному инженеру проекта, — работникам того же акционерного общества; Залятову Марату Марсовичу, начальнику центральной базы производственного обслуживания электропогружных установок акционерного общества «Татнефть» имени В. Д. Шашина, Калачеву Ивану Федоровичу, доктору технических наук, начальнику управления, Фельдману Семену Афроимовичу, заместителю генерального директора, Шундрину Льву Николаевичу, начальнику отдела, — работникам того же акционерного общества; Медведеву Александру Николаевичу, бывшему техническому директору акционерного общества «Металлмаш-1» | за создание технологий, комплекса оборудования и освоение массового производства высококачественных труб с антикоррозионными покрытиями для нефтяной, газовой и других отраслей промышленности |
| 14.   | Леонтьеву Леопольду Игоревичу, академику, директору государственного учреждения «Институт металлургии» Уральского отделения Российской академии наук, Шаврину Сергею Викториновичу, доктору технических наук, главному научному сотруднику того же учреждения; Абзалову Вадиму Маннафовичу, Горбачеву Валерию Александровичу, Клейну Виктору Ивановичу, кандидатам технических наук, ведущим научным сотрудникам общества с ограниченной ответственностью "Научно-производственное внедренческое предприятие «ТОРЭКС», Евстюгину Сергею Николаевичу, кандидату технических наук, исполнительному директору, Майзелю Гершу Мееровичу, доктору технических наук, директору, — работникам того же общества; Кононыхину Алексею Васильевичу, главному инженеру фабрики окомкования акционерного общества «Лебединский горно-обогатительный комбинат», Копотю Николаю Николаевичу, начальнику цеха, Лихачеву Георгию Степановичу, главному металлургу, Малявину Борису Яковлевичу, кандидату технических наук, генеральному директору, Розенко Григорию Григорьевичу, главному инженеру цеха, Селезневу Виктору Степановичу, заместителю главного инженера фабрики окомкования, Щупановскому Виталию Федоровичу, главному инженеру, — работникам того же акционерного общества | за разработку энергосберегающих экологически безопасных технологий производства окатышей различного назначения на базе модернизации обжиговых машин конвейерного типа |
| 15.   | Болдыреву Виталию Васильевичу, начальнику отдела акционерного общества «Челябинский электролитный цинковый завод», Гейхману Всеволоду Владимировичу, генеральному директору, Гиршенгорну Андрею Пинхусовичу, Ефременко Александру Сергеевичу, Кондратюку Александру Алексеевичу, начальникам цехов, Гузаирову Рему Салимовичу, кандидату технических наук, техническому консультанту, Казанбаеву Леониду Александровичу, кандидату технических наук, техническому директору, Козлову Павлу Александровичу, доктору технических наук, начальнику инженерного центра, Марченко Александру Константиновичу, начальнику бюро, Решетникову Юрию Васильевичу, главному технологу, — работникам того же акционерного общества; Гиганову Георгию Петровичу, доктору технических наук, главному научному сотруднику государственного научного центра Российской Федерации — федерального государственного унитарного предприятия "Государственный научно-исследовательский институт цветных металлов «ГИНЦВЕТМЕТ», Кубасову Владимиру Леонидовичу, доктору технических наук, директору — научному руководителю, Тарасову Андрею Владимировичу, доктору технических наук, генеральному директору, Чинкину Владимиру Борисовичу, заведующему отделом, — работникам того же центра; Козлову Марко Николаевичу (посмертно) | за разработку и внедрение прогрессивной экологически безопасной технологии производства цинка, соответствующей технологическому и экономическому уровню передовых мировых производителей, из уральского некондиционного сырья с глубоким извлечением ценных компонентов для переработки в товарный металл |
| 16.   | Ламанову Алексею Владимировичу, генеральному директору акционерного общества «Спецремонт», руководителю работы, Белащенко Максиму Давидовичу, исполнительному директору, Бутенко Петру Васильевичу, Воробьеву Александру Михайловичу, ведущим инженерам — конструкторам, Карепову Юрию Геннадьевичу, заместителю директора, Милованову Валентину Карповичу, кандидату технических наук, главному конструктору, Чуеву Денису Викторовичу, заместителю главного конструктора, — работникам того же акционерного общества; Вольскому Сергею Иосифовичу, доктору технических наук, профессору государственного образовательного учреждения высшего профессионального образования «Московский государственный авиационный институт (технический университет)», Дубенскому Георгию Александровичу, кандидату технических наук, доценту того же учреждения; Лисицыну Александру Леонидовичу, доктору технических наук, директору государственного унитарного предприятия «Всероссийский научно-исследовательский институт железнодорожного транспорта»; Мартиросяну Гарегину Мкртичевичу, заместителю начальника центральной дирекции по обслуживанию пассажиров в пригородном сообщении — филиала федерального государственного унитарного предприятия «Московская железная дорога», Назарову Александру Станиславовичу, начальнику той же дирекции; Фадееву Геннадию Матвеевичу, Министру путей сообщения Российской Федерации; Чуеву Виктору Ивановичу (посмертно) — за разработку, организацию производства и внедрение в эксплуатацию высоковольтных статических преобразователей электроэнергии нового класса для железнодорожного транспорта | |
| 17.   | Исламову Александру Гаяновичу, генеральному директору акционерного общества «Аркада», руководителю работы, Глебову Виктору Васильевичу, заместителю главного конструктора, Глебову Олегу Викторовичу, Киму Виссариону Бонсуровичу, заведующим секторами, Дрейке Михаилу Юрьевичу, заместителю коммерческого директора, Иванову Сергею Ивановичу, коммерческому директору, Клинковскому Владилену Вячеславовичу, ведущему инженеру — конструктору, Москалеву Владимиру Стефановичу, директору, Семенче Александру Ивановичу, заместителю генерального директора, Смолярову Андрею Геннадьевичу, начальнику отдела, — работникам того же акционерного общества; Бегиджанову Петру Мелкоевичу, кандидату экономических наук, первому заместителю директора федерального государственного унитарного предприятия «Российский институт радионавигации и времени»; Вернику Юрию Александровичу, кандидату технических наук, ведущему научному сотруднику государственного научного центра Российской Федерации — акционерного общества "Акционерная холдинговая компания «Всероссийский научно-исследовательский и проектно-конструкторский институт металлургического машиностроения имени академика Целикова», Егорову Владимиру Васильевичу, кандидату технических наук, заместителю генерального директора, Зельдовичу Леониду Соломоновичу, кандидату технических наук, заведующему отделом, — работникам того же центра; Закову Леониду Петровичу, кандидату технических наук, генеральному директору акционерного общества «Гранат» | за создание и широкое внедрение в современном строительстве автоматизированных технологических комплексов обработки листового металла для производства изделий массового потребления |
| 18.   | Андронову Владиславу Анатольевичу, главному инженеру государственного унитарного предприятия «Производственное объединение „Уралвагонзавод“ имени Ф. Э. Дзержинского», руководителю работы, Ефимову Виктору Петровичу, кандидату технических наук, главному конструктору, Головизнину Борису Леонидовичу, заместителю главного сварщика, Заславскому Юрию Львовичу, директору завода, Клещевникову Василию Арсеновичу, заместителю главного технолога, Кучевскому Альберту Борисовичу, директору Института по проектированию предприятий транспортного машиностроения, Любимову Юрию Андреевичу, заместителю главного инженера, Малых Николаю Александровичу, генеральному директору, Шишкову Вениамину Алексеевичу, главному инженеру завода, — работникам того же предприятия; Барбаричу Сергею Сергеевичу, руководителю департамента Министерства путей сообщения Российской Федерации; Григорьеву Виктору Георгиевичу, Перельману Александру Борисовичу, начальникам отделов акционерного общества «Уральский научно-технологический комплекс», Мозолину Владимиру Павловичу, директору того же акционерного общества; Зубченко Александру Степановичу, доктору технических наук, генеральному директору государственного научного центра Российской Федерации — государственного предприятия «Научно-производственное объединение по технологии машиностроения», Потапову Николаю Николаевичу, доктору технических наук, заведующему лабораторией того же центра | за создание российского промышленного комплекса цистерностроения для массового производства широкой номенклатуры изделий на базе новейших разработок конструкций цистерн, современных технологий, научных и экспериментальных исследований                                                                |
| 19.   | Бессонову Николаю Ивановичу, начальнику отдела акционерного общества «Автодизель» (Ярославский моторный завод), Гальговскому Владимиру Рудольфовичу, доктору технических наук, Цыгоеву Эдуарду Павловичу, заместителям главного конструктора, Желтякову Василию Тихоновичу, техническому директору, Молякову Николаю Алексеевичу, начальнику цеха, Савельеву Владимиру Егоровичу, генеральному директору, Субботину Юрию Григорьевичу, главному конструктору, — работникам того же акционерного общества; Гаухштейну Иосифу Самуиловичу, главному инженеру производственного республиканского унитарного предприятия «Минский автомобильный завод»; Корнилову Геннадию Сергеевичу, кандидату технических наук, первому заместителю генерального директора государственного научного центра Российской Федерации — федерального государственного унитарного предприятия "Центральный научно-исследовательский автомобильный и автомоторный институт «НАМИ», Озимову Павлу Львовичу, кандидату технических наук, заместителю генерального директора того же центра; Курманову Василию Васильевичу, кандидату технических наук, главному конструктору акционерного общества «Ярославский завод топливной аппаратуры»; Аргусову Артему Кегамовичу (посмертно) — за разработку и освоение производства в акционерном обществе «Автодизель» (Ярославский моторный завод) нового семейства дизельных двигателей многоцелевого назначения, отвечающих международным требованиям в части выбросов вредных веществ с отработавшими газами | |
| 20.   | Аникину Анатолию Яковлевичу, кандидату технических наук, начальнику конструкторского бюро федерального государственного унитарного предприятия "Производственное объединение «Маяк», руководителю работы, Антоненко Георгию Ивановичу, Шаралапову Владимиру Ильичу, кандидатам технических наук, бывшим начальникам лабораторий, Брагину Виктору Васильевичу, Наумову Валерию Николаевичу, руководителям групп, Кулишову Юрию Владимировичу, ведущему инженеру, Нежельскому Юрию Валентиновичу, кандидату технических наук, заместителю главного инженера, Смирнову Владимиру Михайловичу, Хореву Вадиму Ивановичу, кандидату технических наук, начальникам лабораторий, — работникам того же предприятия; Воронину Владимиру Николаевичу, главному специалисту Министерства Российской Федерации по атомной энергии; Романову Сергею Анатольевичу, директору дочернего государственного унитарного предприятия «Южно-Уральский институт биофизики» государственного научного центра Российской Федерации — государственного унитарного предприятия «Государственный научный центр — Институт биофизики», Сусловой Кларе Гилимовне, кандидату биологических наук, ведущему научному сотруднику того же предприятия; Файзрахманову Фидусу Фаязовичу, кандидату химических наук, заместителю начальника отдела — начальнику лаборатории государственного предприятия «Российский федеральный ядерный центр — Всероссийский научно-исследовательский институт технической физики имени академика Е. И. Забабахина»; Щербакову Геннадию Михайловичу, главному инженеру федерального государственного унитарного предприятия «Институт физико-технических проблем» | за разработку научных и практических основ высокочувствительных инструментальных методов массового анализа радионуклидов и внедрение их в системах контроля технологий на предприятиях отрасли и экологического мониторинга в Российской Федерации и государствах — участниках СНГ                        |
| 21.   | Вострикову Владимиру Григорьевичу, Гаврилюку Валерию Даниловичу, кандидату технических наук, старшим научным сотрудникам государственного научного центра Российской Федерации — федерального государственного унитарного предприятия "Государственный научный центр Российской Федерации «Троицкий институт инновационных и термоядерных исследований», Красюкову Александру Григорьевичу, кандидату физико-математических наук, заместителю директора отделения, Кузнецову Валерию Михайловичу, ведущему инженеру, Наумову Валерию Григорьевичу, доктору физико-математических наук, начальнику отдела, Черковцу Владимиру Евгеньевичу, доктору физико-математических наук, заместителю директора, Шачкину Леониду Васильевичу, кандидату физико-математических наук, ведущему научному сотруднику, Шашкову Владимиру Максимовичу, доктору физико-математических наук, начальнику лаборатории, — работникам того же центра; Артемову Юрию Михайловичу, генеральному директору акционерного общества "Научно-производственное предприятие «Луга»; Блохину Олегу Андреевичу, заместителю генерального директора общества с ограниченной ответственностью «Газобезопасность», Яковенко Николаю Андреевичу, кандидату технических наук, генеральному директору того же общества; Бодакину Льву Валентиновичу, ведущему инженеру федерального государственного унитарного предприятия «Научно-исследовательский институт электрофизической аппаратуры имени Д. В. Ефремова», Косогорову Сергею Леонидовичу, кандидату технических наук, Туманову Игорю Алексеевичу, доктору физико-математических наук, начальникам лабораторий, — работникам того же предприятия; Игнатьеву Александру Борисовичу, доктору технических наук, главному конструктору — начальнику конструкторского бюро акционерного общества «Научно-производственное объединение „Алмаз“ имени академика А. А. Расплетина» | за разработку и создание мобильного лазерного технологического комплекса большой мощности |
| 22.   | Рогальскому Владиславу Ивановичу, кандидату технических наук, начальнику отдела федерального государственного унитарного предприятия «Российский научно-исследовательский институт космического приборостроения», Старцеву Владимиру Кузьмичу, кандидату технических наук, начальнику сектора, Урличичу Юрию Матэвичу, кандидату технических наук, генеральному директору, Хрустину Андрею Витальевичу, начальнику цеха, — работникам того же предприятия; Айнбиндеру Иосифу Мироновичу, доктору технических наук, главному научному сотруднику федерального государственного унитарного предприятия «Научно-исследовательский институт автоматической аппаратуры имени академика В. С. Семенихина»; Богданову Валерию Анатольевичу, кандидату технических наук, генеральному директору государственного унитарного предприятия «Морсвязьспутник», Зурабову Юрию Георгиевичу, кандидату технических наук, советнику генерального директора того же предприятия; Дементьеву Михаилу Павловичу, начальнику конструкторского бюро акционерного общества «Ярославский радиозавод»; Долженко Анатолию Васильевичу, заместителю генерального директора федерального государственного унитарного предприятия "Производственное объединение «Полет»; Иванову Николаю Николаевичу, кандидату технических наук, заместителю главного конструктора государственного унитарного дочернего предприятия "Конструкторское бюро «Полет» федерального государственного унитарного предприятия "Производственное объединение «Полет»; Козлову Виктору Ивановичу, кандидату технических наук, начальнику управления Российского авиационно-космического агентства, Левицкому Юрию Евгеньевичу, заместителю начальника управления того же Агентства; Пузанову Александру Ивановичу, генерал-майору запаса, бывшему начальнику Федерального управления авиационно-космического поиска и спасания при Министерстве обороны Российской Федерации; Тимонину Эрнесту Лазаревичу, начальнику отдела Государственной службы гражданской авиации; Тышецкому Виталию Юрьевичу, заместителю командира войсковой части 13991 Министерства обороны Российской Федерации | за разработку и внедрение спутниковой системы для определения местоположения судов и самолётов, терпящих бедствие, «КОСПАС» («Надежда») — российской части международной системы «КОСПАС-САРСАТ» |
| 23.   | Сорокину Анатолию Владимировичу, кандидату физико-математических наук, первому заместителю директора федерального государственного унитарного предприятия «Научно-исследовательский институт командных приборов», руководителю работы, Арефьеву Вячеславу Павловичу, директору — главному конструктору, Шилову Ивану Федоровичу, кандидату технических наук, начальнику лаборатории, — работникам того же предприятия; Бельскому Льву Николаевичу, кандидату технических наук, заместителю генерального директора — заместителю главного конструктора федерального государственного унитарного предприятия «Научно-производственное объединение автоматики»; Воронковичу Владимиру Зеноновичу, начальнику представительства заказчика войсковой части 56756 Министерства обороны Российской Федерации, Фирсанову Александру Витальевичу, начальнику группы той же войсковой части; Гопиенко Виктору Герасимовичу, Черепанову Владимиру Петровичу, кандидатам технических наук, ведущим научным сотрудникам акционерного общества «Всероссийский алюминиево-магниевый институт»; Колпачеву Аркадию Алексеевичу, кандидату технических наук, начальнику лаборатории государственного научного центра Российской Федерации — федерального государственного унитарного предприятия «Всероссийский научно-исследовательский институт авиационных материалов», Сетюкову Олегу Алексеевичу, кандидату технических наук, ведущему научному сотруднику того же центра; Кричкову Владимиру Петровичу, кандидату технических наук, начальнику отдела акционерного общества «Томский приборный завод»; Кукушкину Вениамину Николаевичу, начальнику отдела федерального государственного унитарного предприятия "Государственный ракетный центр «КБ имени академика В. П. Макеева»; Пасынкову Борису Ивановичу, заместителю председателя совета директоров акционерного общества «Каменск-Уральский металлургический завод»; Шведову Александру Григорьевичу, начальнику отдела Российского авиационно-космического агентства; Волкову Ивану Васильевичу (посмертно) — за создание компонентов высокоточных гироскопических приборов для ракетно-космической техники из специальных высококремниевых сплавов на алюминиевой основе | |
| 24.   | Конюшенко Вячеславу Дмитриевичу, генеральному директору акционерного общества «Воронежский синтетический каучук», руководителю работы, Гудкову Владимиру Владимировичу, начальнику цеха, Гусеву Александру Викторовичу, техническому директору, Исаеву Вадиму Григорьевичу, коммерческому директору, Привалову Владимиру Алексеевичу, первому заместителю технического директора, Рачинскому Алексею Владиславовичу, заместителю технического директора — начальнику экспериментально-технического центра, Ситниковой Валентине Васильевне, кандидату химических наук, ведущему специалисту, Тарасову Вячеславу Петровичу, заместителю генерального директора — начальнику отдела, Шевченко Анатолию Ефимовичу, директору по экономике и финансам, — работникам того же акционерного общества; Глуховскому Владимиру Стефановичу, Моисееву Владимиру Васильевичу, докторам технических наук, заведующим лабораториями Воронежского филиала федерального государственного унитарного предприятия «Научно-исследовательский институт синтетического каучука имени академика С. В. Лебедева», Митину Ивану Петровичу, начальнику цеха, Филю Вячеславу Гавриловичу, директору, — работникам того же филиала; Золотареву Валентину Лукьяновичу, кандидату химических наук, начальнику управления акционерного общества «Сибирско-Уральская нефтегазохимическая компания», Разумову Владимиру Владимировичу, старшему вице-президенту того же акционерного общества | за разработку и освоение промышленного процесса получения бутадиен-стирольных термоэластопластов |
| 25.   | Кузнецову Николаю Тимофеевичу, академику, директору государственного учреждения «Институт общей и неорганической химии имени Н. С. Курнакова» Российской академии наук, руководителю работы, Горбуновой Юлии Германовне, Лапкиной Людмиле Александровне, кандидатам химических наук, старшим научным сотрудникам, — работникам того же учреждения; Березину Борису Дмитриевичу, Ломовой Татьяне Николаевне, докторам химических наук, заведующим лабораториями государственного учреждения «Институт химии растворов» Российской академии наук; Валиотти Александру Борисовичу, кандидату химических наук, директору Научно-исследовательского института химии Санкт-Петербургского государственного университета; Голубчикову Олегу Александровичу, доктору химических наук, заведующему кафедрой образовательного учреждения высшего профессионального образования «Ивановский государственный химико-технологический университет», Койфману Оскару Иосифовичу, доктору химических наук, ректору, Семейкину Александру Станиславовичу, доктору химических наук, главному научному сотруднику, — работникам того же учреждения; Евстигнеевой Риме Порфирьевне, члену-корреспонденту Российской академии наук, профессору государственного образовательного учреждения высшего профессионального образования «Московская государственная академия тонкой химической технологии имени М. В. Ломоносова», Миронову Андрею Федоровичу, доктору химических наук, заведующему кафедрой того же учреждения; Зефирову Николаю Серафимовичу, академику, директору государственного учреждения «Институт физиологически активных веществ» Российской академии наук, Томиловой Ларисе Годвиговне, доктору химических наук, заведующей лабораторией того же учреждения; Москалеву Павлу Николаевичу, доктору химических наук, ведущему научному сотруднику — консультанту государственного учреждения «Петербургский институт ядерной физики имени Б. П. Константинова» Российской академии наук; Цивадзе Аслану Юсуповичу, члену-корреспонденту Российской академии наук, директору государственного учреждения «Институт физической химии» Российской академии наук | за разработку методов направленного синтеза циклических тетрапиррольных соединений для технических целей |
| 26.   | Шубину Игорю Любимовичу, кандидату технических наук, заместителю директора государственного научного учреждения «Научно-исследовательский институт строительной физики» Российской академии архитектуры и строительных наук, руководителю работы, Лобанову Владимиру Александровичу, руководителю лаборатории, Савину Владимиру Константиновичу, члену-корреспонденту Российской академии архитектуры и строительных наук, заведующему лабораторией, — работникам того же учреждения; Аникину Виталию Александровичу, заместителю директора государственного унитарного предприятия «Московский научно-исследовательский и проектный институт типологии, экспериментального проектирования»; Власовой Татьяне Владимировне, директору учреждения «Центр по сертификации оконной и дверной техники»; Ивашкевичу Валерию Евгеньевичу, главному конструктору акционерного общества «Всероссийский научно-исследовательский и конструкторский институт деревообрабатывающего машиностроения»; Мамедову Тофику Имидовичу, кандидату технических наук, директору учреждения «Федеральный научно-технический центр сертификации в строительстве»; Прокофьеву Александру Александровичу, кандидату физико-математических наук, техническому директору акционерного общества "Научно-производственное объединение «Плазмаком»; Спиридонову Александру Владимировичу, кандидату технических наук, первому вице-президенту некоммерческой организации «Ассоциация производителей энергоэффективных окон»; Тишенко Валерию Владимировичу, начальнику управления Государственного комитета Российской Федерации по строительству и жилищно-коммунальному комплексу, Шведову Николаю Вадимовичу, начальнику отдела того же Комитета; Трунцеву Сергею Анатольевичу, генеральному директору акционерного общества «Стеклостройкомплект»; Чеснокову Александру Георгиевичу, кандидату технических наук, заведующему отделом акционерного общества «Институт стекла»; Шаповалову Александру Леонидовичу, генеральному директору общества с ограниченной ответственностью «Эксполанта-С»; Яноверу Юрию Семеновичу, генеральному директору акционерного общества «ДОК-3» | за исследования, разработку конструктивных решений и освоение производства нового поколения энергоэффективных светопрозрачных ограждающих конструкций |
| 27.   | Константинову Владимиру Андреевичу, президенту акционерного общества «Моспромстройматериалы», руководителю работы, Кирюшину Олегу Александровичу, вице-президенту того же акционерного общества; Андрееву Анатолию Георгиевичу, генеральному директору акционерного общества «Завод железобетонных изделий N 23», Бочарову Вадиму Сергеевичу, главному инженеру — техническому директору, Буданцову Виктору Ивановичу, начальнику производственного корпуса, — работникам того же акционерного общества; Бариновой Ларисе Степановне, кандидату химических наук, заместителю председателя Государственного комитета Российской Федерации по строительству и жилищно-коммунальному комплексу; Бурцеву Николаю Григорьевичу, главному инженеру проекта государственного унитарного предприятия "Институт по изысканиям и проектированию инженерных сооружений «Мосинжпроект», Семерне Людмиле Петровне, заведующей группой того же предприятия; Малютину Геннадию Николаевичу, главному инженеру проекта акционерного общества "Инженерный научно-производственный центр по водному хозяйству, мелиорации и экологии «Союзводпроект», Тевелеву Юрию Анатольевичу, доктору технических наук, заместителю генерального директора того же акционерного общества; Остроумову Виктору Зямовичу, генеральному директору государственного унитарного предприятия «Завод железобетонных изделий N 6» Приволжской железной дороги; Позднякову Анатолию Константиновичу, главному экономисту государственного предприятия "Специализированный научный центр «Госэкомелиовод», Рубину Максу Григорьевичу, заместителю директора того же предприятия | за разработку и внедрение новых высокопрочных и долговечных конструкций железобетонных труб многоцелевого назначения, универсальной технологии их изготовления |
| 28.   | Чепурнову Константину Гавриловичу, главному инженеру акционерного общества «Волгомост», руководителю работы, Акатову Вячеславу Павловичу, главному инженеру мостоотряда, Гужве Виктору Ивановичу, начальнику управления, Гурьянову Юрию Александровичу, Швыреву Александру Петровичу, заместителям генерального директора, Карченкову Валентину Семеновичу, Счастьину Валерию Владимировичу, начальникам мостоотрядов, Павлюкову Юрию Александровичу, ведущему специалисту, Харебаве Жило Антоновичу, генеральному директору, — работникам того же акционерного общества; Величко Владимиру Павловичу, кандидату технических наук, ведущему научному сотруднику акционерного общества «Научно-исследовательский институт транспортного строительства»; Кельчевскому Кириллу Дмитриевичу, начальнику отдела Главного управления государственной вневедомственной экспертизы при Государственном комитете Российской Федерации по строительству и жилищно-коммунальному комплексу; Князевой Евгении Шулимовне, ведущему инженеру акционерного общества "Институт по изысканиям и проектированию мостовых переходов «Гипротрансмост», Ликверману Анатолию Израиловичу, Чемеринскому Олегу Исидоровичу, ведущим главным инженерам проектов, — работникам того же акционерного общества; Наянову Владимиру Ивановичу, кандидату физико-математических наук, доценту государственного образовательного учреждения высшего профессионального образования «Саратовский государственный университет имени Н. Г. Чернышевского» | за создание и внедрение нового конструктивно-технологического комплекса для сооружения опор мостов |
| 29.   | Бурневичу Славомиру Збигневичу, кандидату медицинских наук, доценту государственного образовательного учреждения высшего профессионального образования «Российский государственный медицинский университет», Гельфанду Борису Рувимовичу, Филимонову Михаилу Ивановичу, докторам медицинских наук, профессорам, Савельеву Виктору Сергеевичу, академику, заведующему кафедрой, — работникам того же учреждения; Амирасланову Юсифу Абульфату оглы, доктору медицинских наук, главному научному сотруднику государственного учреждения «Институт хирургии имени А. В. Вишневского» Российской академии медицинских наук, Звягину Альфреду Аркадьевичу, доктору медицинских наук, ведущему научному сотруднику, Светухину Алексею Михайловичу, доктору медицинских наук, заведующему отделением, Федорову Владимиру Дмитриевичу, академику Российской академии медицинских наук, директору, — работникам того же учреждения; Гостищеву Виктору Кузьмичу, академику Российской академии медицинских наук, заведующему кафедрой государственного образовательного учреждения высшего профессионального образования «Московская медицинская академия имени И. М. Сеченова»; Григорьеву Евгению Георгиевичу, члену-корреспонденту Российской академии медицинских наук, директору государственного учреждения «Научный центр реконструктивной и восстановительной хирургии» Восточно-Сибирского научного центра Сибирского отделения Российской академии медицинских наук, Когану Александру Семеновичу, доктору медицинских наук, заведующему отделом, Колмакову Сергею Александровичу, кандидату медицинских наук, старшему научному сотруднику, — работникам того же учреждения; Ерюхину Игорю Александровичу, члену-корреспонденту Российской академии медицинских наук, профессору государственного образовательного учреждения высшего профессионального образования «Военно-медицинская академия»; Шляпникову Сергею Алексеевичу, доктору медицинских наук, руководителю центра по лечению хирургических инфекций и сепсиса государственного учреждения здравоохранения «Дорожная клиническая больница» Октябрьской железной дороги; Гологорскому Виктору Адольфовичу, члену-корреспонденту Российской академии медицинских наук (посмертно) | за разработку и внедрение в клиническую практику новых технологий диагностики и лечения хирургических гнойно-септических заболеваний и осложнений |
| 30.   | Арчакову Александру Ивановичу, академику Российской академии медицинских наук, директору государственного учреждения «Научно-исследовательский институт биомедицинской химии имени В. Н. Ореховича» Российской академии медицинских наук, руководителю работы, Гусевой Марии Кирилловне, Ипатовой Ольге Михайловне, кандидатам биологических наук, заместителям директора, Иванову Алексею Сергеевичу, Карузиной Ирине Ивановне, докторам биологических наук, заведующим лабораториями, Тихоновой Елене Георгиевне, кандидату химических наук, заведующей отделом, Торховской Татьяне Ивановне, доктору биологических наук, ведущему научному сотруднику, — работникам того же учреждения; Княжеву Владимиру Александровичу, академику Российской академии медицинских наук, заместителю Министра промышленности, науки и технологий Российской Федерации; Лисову Василию Ивановичу, доктору экономических наук, профессору Московского государственного социального университета; Лопухину Юрию Михайловичу, академику Российской академии медицинских наук, директору государственного учреждения «Научно-исследовательский институт физико-химической медицины»; Сельцовскому Андрею Петровичу, доктору медицинских наук, председателю Комитета здравоохранения Москвы; Учайкину Василию Федоровичу, академику Российской академии медицинских наук, заведующему кафедрой государственного образовательного учреждения высшего профессионального образования «Российский государственный медицинский университет»; Бачмановой Галине Ивановне, доктору биологических наук (посмертно) | за создание отечественного препарата для лечения заболеваний печени «Фосфоглив» |
| 31.   | Дюмаеву Кириллу Михайловичу, члену-корреспонденту Российской академии наук, советнику государственного учреждения «Всероссийский научно-исследовательский институт лекарственных и ароматических растений» Российской академии сельскохозяйственных наук, руководителю работы; Авакяну Эдуарду Ашотовичу, кандидату биологических наук, заместителю генерального директора государственного учреждения «Российский кардиологический научно-производственный комплекс», Лопатухину Эдуарду Юрьевичу, кандидату фармацевтических наук, заместителю директора того же учреждения; Бурлаковой Елене Борисовне, доктору биологических наук, заместителю директора государственного учреждения «Институт биохимической физики имени Н. М. Эмануэля» Российской академии наук, Смирнову Леониду Дмитриевичу, доктору химических наук, заведующему лабораторией того же учреждения; Верещагину Николаю Викторовичу, академику Российской академии медицинских наук, директору государственного учреждения «Научно-исследовательский институт неврологии» Российской академии медицинских наук, Суслиной Зинаиде Александровне, доктору медицинских наук, заместителю директора того же учреждения; Ворониной Татьяне Александровне, доктору медицинских наук, руководителю лаборатории государственного учреждения «Научно-исследовательский институт фармакологии» Российской академии медицинских наук, Гарибовой Таисии Леоновне, доктору биологических наук, ведущему научному сотруднику того же учреждения; Жесткову Владимиру Павловичу, кандидату химических наук, заведующему отделом государственного унитарного предприятия «Всероссийский научный центр по безопасности биологически активных веществ», Сернову Льву Николаевичу, доктору медицинских наук, директору того же предприятия; Князеву Борису Ананьевичу, кандидату химических наук, главному химику государственного унитарного предприятия «Государственный институт технологии органического синтеза с опытным заводом»; Миронову Николаю Владимировичу, кандидату медицинских наук, доценту государственного учреждения «Учебно-научный центр» Медицинского центра Управления делами Президента Российской Федерации, Шмыреву Владимиру Ивановичу, доктору медицинских наук, заведующему кафедрой того же учреждения; Федину Анатолию Ивановичу, доктору медицинских наук, заведующему кафедрой государственного образовательного учреждения высшего профессионального образования «Российский государственный медицинский университет» | за создание и внедрение в медицинскую практику антиоксидантных препаратов для лечения и профилактики цереброваскулярных заболеваний |
| 32.   | Беленкову Юрию Никитичу, академику Российской академии медицинских наук, члену-корреспонденту Российской академии наук, директору государственного учреждения «Российский кардиологический научно-производственный комплекс», Чазовой Ирине Евгеньевне, доктору медицинских наук, руководителю отдела того же учреждения; Авдееву Сергею Николаевичу, кандидату медицинских наук, заведующему лабораторией государственного учреждения «Научно-исследовательский институт пульмонологии», Чучалину Александру Григорьевичу, академику Российской академии медицинских наук, директору того же учреждения; Гендлину Геннадию Ефимовичу, доктору медицинских наук, профессору государственного образовательного учреждения высшего профессионального образования «Российский государственный медицинский университет», Сторожакову Геннадию Ивановичу, члену-корреспонденту Российской академии медицинских наук, проректору того же учреждения; Кузнецовой Людмиле Митрофановне, доктору медицинских наук, главному научному сотруднику государственного учреждения «Российский научный центр хирургии» Российской академии медицинских наук, Сандрикову Валерию Александровичу, доктору медицинских наук, заместителю директора того же учреждения; Ольбинской Любови Ильиничне, академику Российской академии медицинских наук, заведующей кафедрой государственного образовательного учреждения высшего профессионального образования «Московская медицинская академия имени И. М. Сеченова», Приваловой Елене Витальевне, доктору медицинских наук, доценту того же учреждения | за разработку и практическое применение новых методов диагностики, лечения, прогнозирования и профилактики первичной, резидуальной и вторичной легочной гипертензии |
| 33.   | Егорову Евгению Алексеевичу, доктору экономических наук, директору государственного научного учреждения «Северо-Кавказский зональный научно-исследовательский институт садоводства и виноградарства» Российской академии сельскохозяйственных наук, руководителю работы, Серпуховитиной Ксении Алексеевне, доктору сельскохозяйственных наук, заведующей отделом, Худавердову Эдуарду Никитичу, кандидату сельскохозяйственных наук, ведущему научному сотруднику, — работникам того же учреждения; Жукову Александру Ивановичу, доктору сельскохозяйственных наук, директору государственного научного учреждения «Анапская зональная опытная станция виноградарства и виноделия» Северо-Кавказского зонального научно-исследовательского института садоводства и виноградарства Российской академии сельскохозяйственных наук, Перову Николаю Николаевичу, доктору сельскохозяйственных наук, заведующему отделом того же учреждения; Аджиеву Алибеку Муцалхановичу, доктору сельскохозяйственных наук, генеральному директору государственного учреждения "Научно-исследовательский и проектно-технологический институт виноградарства, садоводства и мелиорации «Агроэкопроект»; Гусейнову Шамилю Нажмутдиновичу, доктору сельскохозяйственных наук, заведующему лабораторией государственного научного учреждения «Всероссийский научно-исследовательский институт виноградарства и виноделия имени Я. И. Потапенко», Кострикину Ивану Александровичу, Музыченко Борису Александровичу, кандидатам сельскохозяйственных наук, ведущим научным сотрудникам, — работникам того же учреждения; Зармаеву Али Алхазуровичу, доктору сельскохозяйственных наук, заведующему лабораторией Академии наук Чеченской Республики; Малтабару Леониду Марковичу, Матузку Николаю Васильевичу, докторам сельскохозяйственных наук, профессорам государственного образовательного учреждения «Кубанский государственный аграрный университет», Трошину Леониду Петровичу, доктору биологических наук, заведующему кафедрой того же учреждения; Раджабову Агамагомеду Курбановичу, доктору сельскохозяйственных наук, заведующему кафедрой федерального государственного образовательного учреждения высшего профессионального образования «Московская сельскохозяйственная академия имени К. А. Тимирязева», Смирнову Кириллу Владимировичу, доктору сельскохозяйственных наук, профессору того же учреждения | за разработку и внедрение эколого-адаптивной системы виноградарства в Российской Федерации |
| 34.   | Стрекозову Николаю Ивановичу, академику Российской академии сельскохозяйственных наук, заместителю директора учреждения «Всероссийский государственный научно-исследовательский институт животноводства» Российской академии сельскохозяйственных наук, руководителю работы, Безенко Сергею Парфировичу, кандидату биологических наук, бывшему ведущему научному сотруднику, Марзанову Нурбию Сафарбиевичу, доктору биологических наук, главному научному сотруднику, Попову Николаю Александровичу, доктору биологических наук, заведующему лабораторией, Фомичеву Юрию Павловичу, доктору биологических наук, заведующему отделом, — работникам того же учреждения; Баранову Александру Васильевичу, доктору биологических наук, директору государственного научного учреждения «Костромской научно-исследовательский институт сельского хозяйства» Российской академии сельскохозяйственных наук; Букарову Нурмагомеду Гаджикулиевичу, доктору биологических наук, ведущему специалисту федерального государственного унитарного предприятия «Московское» по племенной работе; Данкверту Сергею Алексеевичу, кандидату сельскохозяйственных наук, первому заместителю Министра сельского хозяйства Российской Федерации; Дубровской Римме Михайловне, доктору сельскохозяйственных наук, научному консультанту государственного учреждения «Всероссийский научно-исследовательский институт коневодства» Российской академии сельскохозяйственных наук; Дунину Ивану Михайловичу, члену-корреспонденту Российской академии сельскохозяйственных наук, директору государственного научного учреждения «Всероссийский научно-исследовательский институт племенного дела», Новикову Алексею Алексеевичу, доктору биологических наук, заместителю директора того же учреждения; Максименко Валентине Федоровне, доктору биологических наук, заведующей отделом государственного научного учреждения «Ярославский научно-исследовательский институт животноводства и кормопроизводства» Российской академии сельскохозяйственных наук; Панину Александру Николаевичу, академику Российской академии сельскохозяйственных наук, директору федерального государственного учреждения «[[Всероссийский государственный научно-исследовательский институт контроля, стандартизации и сертификации ветеринарных препаратов — Центр качества ветеринарных препаратов и кормов]]», Советкину Станиславу Васильевичу, доктору биологических наук, заместителю заведующего отделом того же учреждения; Чернушенко Владимиру Константиновичу, члену-корреспонденту Российской академии сельскохозяйственных наук, директору государственного учреждения «Смоленский научно-исследовательский институт сельского хозяйства» Российской академии сельскохозяйственных наук | за разработку и внедрение методов генетического мониторинга в селекции сельскохозяйственных животных |
| 35.   | Храменкову Станиславу Владимировичу, кандидату технических наук, генеральному директору московского государственного унитарного предприятия «Мосводоканал», руководителю работы, Ганину Андрею Владимировичу, начальнику отдела, Иванину Вячеславу Петровичу, начальнику Курьяновской станции аэрации, Пахомову Анатолию Николаевичу, главному инженеру управления, — работникам того же предприятия; Борткевичу Станиславу Викторовичу, кандидату технических наук, главному инженеру акционерного общества "Проектно-изыскательское научно-исследовательское бюро «ГИТЕСТ»; Вайсфельду Борису Абрамовичу, главному инженеру государственного унитарного предприятия "Институт «МосводоканалНиипроект»; Воронину Александру Ивановичу, начальнику управления правительства Москвы, Лужкову Юрию Михайловичу, мэру Москвы, Росляку Юрию Витальевичу, заместителю мэра Москвы в правительстве Москвы; Ишкову Александру Гавриловичу, доктору химических наук, заместителю руководителя департамента Министерства природных ресурсов Российской Федерации; Кузьмицкому Геннадию Эдуардовичу, доктору технических наук, генеральному директору федерального государственного унитарного предприятия «Пермский завод имени С. М. Кирова», Студенцову Анатолию Афанасьевичу, главному конструктору того же предприятия; Проненко Александру Николаевичу, генеральному директору акционерного общества "Транспортная компания «Люблино», Шипике Виталию Ивановичу, директору по производству того же акционерного общества; Загорскому Владимиру Александровичу (посмертно) | за комплексное решение проблемы по разработке и внедрению современных технологий рекультивации территорий иловых площадок станций аэрации в целях возвращения выведенных из оборота земель |
| 36.   | Бондуру Валерию Григорьевичу, члену-корреспонденту Российской академии наук, директору центра «Аэрокосмос» государственного образовательного учреждения «Московский государственный университет геодезии и картографии», Малинникову Василию Александровичу, доктору технических наук, декану, Савиных Виктору Петровичу, доктору технических наук, ректору, — работникам того же учреждения; Викторову Алексею Сергеевичу, доктору географических наук, заведующему лабораторией государственного учреждения «Институт геоэкологии» Российской академии наук; Исаеву Александру Сергеевичу, академику, директору государственного учреждения «Центр по проблемам экологии и продуктивности лесов» Российской академии наук, Коровину Георгию Николаевичу, доктору сельскохозяйственных наук, заместителю директора, Сухих Василию Ивановичу, доктору сельскохозяйственных наук, главному научному сотруднику, — работникам того же учреждения; Козодерову Владимиру Васильевичу, доктору физико-математических наук, заведующему сектором Музея землеведения Московского государственного университета имени М. В. Ломоносова, Ушакову Сергею Александровичу, доктору геолого-минералогических наук, директору того же музея; Макриденко Леониду Алексеевичу, кандидату технических наук, начальнику управления Российского авиационно-космического агентства, Полищуку Георгию Максимовичу, доктору технических наук, заместителю генерального директора того же агентства; Смоктию Олегу Ивановичу, доктору физико-математических наук, главному научному сотруднику государственного учреждения «Санкт-Петербургский институт информатики и автоматизации» Российской академии наук; Сушкевич Тамаре Алексеевне, доктору физико-математических наук, ведущему научному сотруднику государственного учреждения «Институт прикладной математики имени М. В. Келдыша» Российской академии наук; Волкову Алексею Михайловичу, доктору технических наук (посмертно) | за разработку и внедрение методов и технологий аэрокосмического мониторинга природной среды |
| 37.   | Фукину Виталию Александровичу, доктору технических наук, ректору государственного образовательного учреждения высшего профессионального образования «Московский государственный университет дизайна и технологии», руководителю работы, Кобляковой Елизавете Борисовне, Меликову Ерванду Хореновичу, докторам технических наук, профессорам, — работникам того же учреждения; Бакластову Юрию Николаевичу, генеральному директору — главному конструктору акционерного общества «Авиал»; Заку Илье Самуиловичу, доктору технических наук, директору общества с ограниченной ответственностью "Научно-производственный центр «Реликт», Козлову Борису Анатольевичу, доктору технических наук, главному менеджеру, Сизовой Римме Ивановне, кандидату технических наук, президенту, — работникам того же общества; Ливановой Таисии Ефимовне, техническому директору акционерного общества "Научно-производственный центр «Униформ-Н»; Мурашову Леониду Васильевичу, директору акционерного общества «Комбинат промышленных и бытовых услуг N 1»; Наумовичу Сергею Васильевичу, директору общества с ограниченной ответственностью «Комтенс»; Немировченко Николаю Макаровичу, бывшему генеральному директору акционерного общества «Мосшвея»; Парыгиной Милице Михайловне, кандидату технических наук, заместителю генерального директора акционерного общества «Центральный научно-исследовательский институт швейной промышленности»; Семенову Александру Георгиевичу, генеральному директору акционерного общества «Семенов и Ко»; Чаянову Рудольфу Анатольевичу, главному специалисту государственного учреждения «Всероссийский научно-исследовательский институт технической эстетики»; Юдашкину Валентину Абрамовичу, художественному руководителю общества с ограниченной ответственностью «Валентин Юдашкин» | за создание и внедрение компьютерных технологий проектирования и изготовления одежды на базе автоматизированных систем и раскройного оборудования, выпускаемых на конверсионных предприятиях России |
| 38.   | Буланову Игорю Михайловичу, доктору технических наук, проректору государственного образовательного учреждения «Московский государственный технический университет имени Н. Э. Баумана»; Воробей Вадиму Васильевичу, доктору технических наук, заведующему кафедрой государственного образовательного учреждения высшего профессионального образования «Московский государственный авиационный институт (технический университет)» | за учебник «Технология ракетных и аэрокосмических конструкций из композиционных материалов» (1998 год) |
| 39.   | Розанову Юрию Константиновичу, доктору технических наук, заведующему кафедрой государственного образовательного учреждения высшего профессионального образования «Московский энергетический институт (технический университет)», руководителю работы, Бурману Алексею Петровичу, Годжелло Андрею Григорьевичу, кандидату технических наук, Дегтярю Владлену Гавриловичу, Курбатову Павлу Александровичу, Райнину Валерию Ефимовичу, докторам технических наук, профессорам, Ведешенкову Николаю Алексеевичу, Коробкову Юрию Сергеевичу, Поповой Елене Петровне, Рябчицкому Максиму Владимировичу, Савельеву Александру Викторовичу, кандидатам технических наук, доцентам, Нестерову Геннадию Геннадьевичу, доктору технических наук, бывшему профессору, Пучкову Анатолию Семеновичу, кандидату технических наук, бывшему доценту, Шоффе Вадиму Николаевичу, доктору технических наук, заместителю проректора, — работникам того же учреждения; Акимову Евгению Георгиевичу, кандидату технических наук, главному редактору федерального государственного унитарного предприятия "Институт промышленного развития «Информэлектро»; Рыжову Сергею Юрьевичу, кандидату технических наук, Таеву Ивану Сергеевичу, доктору технических наук (посмертно) | за учебник «Электрические и электронные аппараты» (2001 год) |
| 40.   | Адмаеву Владимиру Алексеевичу, главному советнику генерального директора федерального государственного унитарного предприятия "Федеральный научно-производственный центр «Алтай», руководителю работы, Звольскому Леониду Станиславовичу, Питеркину Рудольфу Николаевичу, кандидату технических наук, начальникам лабораторий, Меланину Леониду Ивановичу, главному строителю, Петрову Евгению Анатольевичу, доктору технических наук, начальнику отдела, Просвирнину Рудольфу Шакировичу, главному специалисту, Соколовой Татьяне Владимировне, ведущему инженеру, Хворову Александру Ивановичу, начальнику цеха, — работникам того же предприятия; Буханову Вячеславу Ивановичу, генеральному директору общества с ограниченной ответственностью «Управление взрывных работ»; Диколенко Евгению Яковлевичу, доктору технических наук, руководителю департамента Министерства энергетики Российской Федерации; Королькову Юрию Борисовичу, кандидату технических наук, директору федерального государственного унитарного предприятия "Государственный специальный научно-исследовательский и проектный институт «СоюзпромНиипроект»; Кравцову Сергею Ивановичу, директору общества с ограниченной ответственностью «УМСР-11»; Лебедеву Анатолию Васильевичу, доктору технических наук, директору федерального государственного унитарного предприятия "Научный центр по безопасности работ в угольной промышленности «ВостНИИ»; Лобыкину Юрию Александровичу, директору акционерного общества "Производственно-монтажное предприятие «Металлургмонтаж»; Митрофанову Николаю Николаевичу, генеральному директору общества с ограниченной ответственностью «МИКС» | за разработку технологии и создание автоматизированного производства промышленных высокопредохранительных взрывчатых веществ |